# R102 (Schouwen)
De Recreatieve weg 102 (r102) is een weg in de provincie Zeeland. De weg begint bij de het strand in Renesse en sluit weer aan op de N652. De weg volgt een stukje traject van de r101 en is 3,2 km lang.
Nieuwvliet: R101 · R102 · R103 · R104 · R105

Ommen: R101 · R102 · R103 · R104 · R105

Schouwen: R101 · R102 · R103 · R104 · R105 · R106 · R107 · R108 · R109 · R110 · R111 · R112

Spaarnwoude: R101 · R102 · R103 · R104 · R105 · R106

Voorthuizen: R101

IJmuiden: R101 · R102 · R103